# Barry Gordon
Barry Gordon (Brookline (Massachusetts), 21 december 1948) is een Amerikaans acteur, stemacteur, radiopresentator, zanger en leraar

## Biografie
Gordon werd geboren in Brookline (Massachusetts). Zijn stiefvader was een crooner in de jaren veertig en vijftig van populaire liefdesliedje. Gordon begon al op driejarige leeftijd met zijn carrière met de tweede plaats in Amateur Hour, een talentenshow op televisie, met het zingen van een lied van Johnnie Ray. Op zesjarige leeftijd nam hij het lied Nuttin' for Christmas op, en was hiermee de jongste zanger die een plaats kreeg in de voorloper van de Billboard Hot 100. 
Gordon studeerde in zijn jaren dertig cum laude af in politicologie aan de California State University in Los Angeles. Gordon haalde in 1991 zijn diploma in rechtsgeleerdheid aan de Loyola Marymount University in Los Angeles. sinds 2007 geeft Gordon les in politicologie en mediastudies aan de California State University.
Gordon was in 1998 kandidaat voor het Democratische Partij voor het Amerikaans Congres in Pasadena (Californië), hij verraste vriend en vijand om met drie punten te verliezen van zijn tegenstander van het Republikeinse Partij.
Gordon is ook actief op Broadway, in 1982 speelde hij in de musical Little Me en van 1962 tot en met 1963 in het toneelstuk A thousand Clowns.
Gordon presenteert wekelijks een praatprogramma op KRLA, een radiostation in Los Angeles.
Gordon was van 1988 tot en met 1995 de voorzitter van de Screen Actors Guild.
Gordon is getrouwd en heeft een zoon. 

## Filmografie

### Films
Selectie:
- 1956 The Girl Can't Help It – Barry de krantenjongen

### Televisieseries
Selectie:
- 2014-2017 Teenage Mutant Ninja Turtles – als Donatello / Bebop (stemmen) – 5 afl.
- 2004-2005 Curb Your Enthusiasm – als rabbijn – 2 afl.
- 1987-1996 Teenage Mutant Ninja Turtles – als Donatello / Bebop (stemmen) – 186 afl.
- 1993-1994 Swat Kats: The Radical Squadron – als Razor / Jake Clawson (stemmen) – 23 afl.
- 1993 Batman: The Animated Series – als Sheldrake (stem) – 2 afl.
- 1990 Gravedale High – als Reggie Moonstroud (stem) – 13 afl.
- 1990 A Family for Joe – als Roger Hightower – 9 afl.
- 1985 The Jetsons – als stem – 4 afl.
- 1984 Pole Postitions – als stem – 13 afl.
- 1981-1983 Archie Bunker's Place – als Gary Rabinowitz – 18 afl.
- 1981 The Kid Super Power Hour with Shazam! – als kapitein Marvel jr. / Freddy Freeman (stemmen) – 12 afl.
- 1976-1979 Tarzan, Lord of the Jungle – als stem – 36 afl.
- 1977-1978 Fish – als Charlie Harrison – 35 afl.
- 1973-1974 The New Dick Vand Dyke Show – als Dennis Whitehead – 10 afl.

### Computerspellen
- 2023 Nickelodeon All-Star Brawl 2 - als Donatello
- 2022 Nickelodeon Kart Racers 3: Slime Speedway - als Donatello
- 2022 Teenage Mutant Ninja Turtles: Shredder's Revenge - als Donatello / Bebop

- Gemeinsame Normdatei: 13424625X
- International Standard Name Identifier: 0000 0000 3857 0501
- Library of Congress Control Number: no00045138
- MusicBrainz: b6093544-6643-4dfa-a17b-59bbee44579f
- Virtual International Authority File: 47975031
- WorldCat: E39PBJrcqPRYPFWtgB9kMf4H4q